# Persone di nome Nikita
| Questa pagina contiene informazioni ricavate automaticamente dalle voci biografiche con l'ausilio del template Bio e di un bot. L'aggiornamento è periodico e automatico e ricostruisce completamente la pagina. Se manca una persona in questa lista, sei pregato di non aggiungerla, ma accertati piuttosto che la sua voce biografica contenga il template Bio e che i dati anagrafici siano correttamente compilati. Se il template Bio manca, inseriscilo tu stesso o, in alternativa, metti l'avviso {{tmp\|Bio}} che ne segnala la mancanza. Se i dati riportati sono sbagliati, correggi direttamente la voce biografica; le modifiche saranno visibili in questa lista entro pochi giorni. Per chiarimenti vedi il progetto antroponimi. La lista contiene solo le 88 persone che sono citate nell'enciclopedia e per le quali è stato implementato correttamente il template Bio. Pagina aggiornata al 6 ago 2025. |

Questa è una lista di persone presenti nell'enciclopedia che hanno il nome Nikita, suddivise per attività principale.

## Allenatori di calcio(1)
- Nikita Andreev, allenatore di calcio e ex calciatore russo (Narva, n. 1988)

## Astisti(1)
- Nikita Filippov, astista kazako (Almaty, n. 1991)

## Attori(1)
- Nikita Sergeevič Michalkov, attore, regista e sceneggiatore russo (Mosca, n. 1945)

## Attrici pornografiche(2)
- Nikita Denise, ex attrice pornografica ceca (n. 1976)
- Nikita Von James, ex attrice pornografica russa (Smolensk, n. 1977)

## Biatleti(1)
- Nikita Poršnev, biatleta russo (Saratov, n. 1996)

## Calciatori(27)
- Nikita Baranov, calciatore estone (Tallinn, n. 1992)
- Nikita Baženov, ex calciatore russo (Bolshoye Bunkovo, n. 1985)
- Nikita Bezlichotnov, ex calciatore russo (Mosca, n. 1990)
- Nikita Bočarov, calciatore russo (San Pietroburgo, n. 1992)
- Nikita Burmistrov, calciatore russo (Primorsk, n. 1989)
- Nikita Chromov, calciatore russo (San Pietroburgo, n. 1892 - Rostov sul Don, † 1934)
- Nikita Čičerin, calciatore russo (Mosca, n. 1990)
- Nikita Contini, calciatore italiano (Čerkasy, n. 1996)
- Nikita Drozdov, calciatore russo (Mosca, n. 1992)
- Nikita Ermakov, calciatore russo (n. 2003)
- Nikita Gluškov, calciatore russo (Kirov, n. 1994)
- Nikita Gojlo, calciatore russo (San Pietroburgo, n. 1998)
- Nikita Gorbunow, calciatore turkmeno (Aşgabat, n. 1984)
- Nikita Hajkin, calciatore russo (Natanya, n. 1995)
- Nikita Iosifov, calciatore russo (Tambov, n. 2001)
- Nikita Kakkoev, calciatore russo (Segeža, n. 1999)
- Nikita Kalugin, calciatore russo (Krasnoe-na-Volge, n. 1998)
- Nikita Karmaev, calciatore russo (Slavjansk-na-Kubani, n. 2000)
- Nikita Krivcov, calciatore russo (Dzeržinsk, n. 2002)
- Nikita Maljarov, calciatore russo (Mosca, n. 1989)
- Nikita Medvedev, calciatore russo (Iževsk, n. 1994)
- Nikita Rukavytsya, ex calciatore ucraino (Mykolaïv, n. 1987)
- Nikita Saltykov, calciatore russo (Mytišči, n. 2004)
- Nikita Sergeev, calciatore russo (Ruzaevka, n. 1999)
- Nikita Simonjan, ex calciatore e allenatore di calcio sovietico (Armavir, n. 1926)
- Nikita Tankov, calciatore russo (San Pietroburgo, n. 1996)
- Nikita Černov, calciatore russo (Volžskij, n. 1996)

## Calciatrici(2)
- Nikita Parris, calciatrice inglese (Toxteth, n. 1994)
- Nikita Tromp, calciatrice olandese (Beverwijk, n. 2002)

## Cestiste(1)
- Nikita Bell, ex cestista statunitense (Columbus, n. 1983)

## Cestisti(8)
- Nikita Balašov, cestista russo (Mosca, n. 1991)
- Nikita Barinov, cestista russo (Mosca, n. 1991)
- Nikita Chartčenkov, ex cestista russo (Leningrado, n. 1987)
- Nikita Kurbanov, cestista russo (Mosca, n. 1986)
- Nikita Michajlovskij, cestista russo (Pavlovo, n. 2000)
- Nikita Morgunov, ex cestista russo (Novokuzneck, n. 1975)
- Nikita Šabalkin, ex cestista russo (Vladikavkaz, n. 1986)
- Nikita Wilson, ex cestista statunitense (Pineville, n. 1964)

## Chitarristi(1)
- Nikita Koškin, chitarrista e compositore russo (Mosca, n. 1956)

## Ciclisti su strada(1)
- Nikita Stal'nov, ex ciclista su strada kazako (Astana, n. 1991)

## Danzatori su ghiaccio(1)
- Nikita Kacalapov, danzatore su ghiaccio russo (Mosca, n. 1991)

## Diplomatici(1)
- Nikita Petrovič Panin, diplomatico russo (Staraja Ladoga, n. 1770 - Paldiski, † 1837)

## Fondisti(1)
- Nikita Krjukov, ex fondista russo (Mosca, n. 1985)

## Fotografi(1)
- Nikita Šochov, fotografo russo (Kamensk-Ural'skij, n. 1988)

## Fumettisti(1)
- Nikita Mandryka, fumettista francese (Biserta, n. 1940 - Ginevra, † 2021)

## Ginnasti(1)
- Nikita Nagornyj, ginnasta russo (Rostov sul Don, n. 1997)

## Giocatori di beach volley(1)
- Nikita Ljamin, giocatore di beach volley russo (n. 1985)

## Hockeisti su ghiaccio(5)
- Nikita Kljukin, hockeista su ghiaccio russo (Rybinsk, n. 1989 - Jaroslavl', † 2011)
- Nikita Kucherov, hockeista su ghiaccio russo (Majkop, n. 1993)
- Nikita Nesterenko, hockeista su ghiaccio statunitense (Brooklyn, n. 2001)
- Nikita Nikitin, hockeista su ghiaccio russo (Omsk, n. 1986)
- Nikita Zajcev, hockeista su ghiaccio russo (Mosca, n. 1991)

## Imprenditori(1)
- Nikita Demidov, imprenditore russo (Tula, n. 1656 - † 1725)

## Imprenditrici(1)
- Nikita Dragun, imprenditrice e youtuber belga (Bruxelles, n. 1996)

## Linguisti(1)
- Nikita Elysséeff, linguista e orientalista francese (San Pietroburgo, n. 1915 - Albigny-sur-Saône, † 1997)

## Militari(1)
- Nikita Jur'evič Trubeckoj, ufficiale e politico russo (n. 1699 - † 1767)

## Monaci cristiani(1)
- Nikita di Pečers'k, monaco cristiano, arcivescovo ortodosso e santo ucraino (Novgorod, n. 1030 - Novgorod, † 1109)

## Nobili(2)
- Nikita Grigor'evič Volkonskij, nobile e militare russo (Mosca, n. 1781 - Assisi, † 1844)
- Nikita Romanovič Zachar'in-Jur'ev, nobile russo († 1586)

## Nuotatori(1)
- Nikita Lobincev, nuotatore russo (Sverdlovsk, n. 1988)

## Pallanuotiste(1)
- Nikita Cuffe, pallanuotista australiana (Brisbane, n. 1979)

## Pattinatori artistici su ghiaccio(1)
- Nikita Volodin, pattinatore artistico su ghiaccio russo (San Pietroburgo, n. 1999)

## Pianisti(1)
- Nikita Dmitrievič Magalov, pianista russo (San Pietroburgo, n. 1912 - Vevey, † 1992)

## Piloti automobilistici(2)
- Nikita Bedrin, pilota automobilistico russo (Belgorod, n. 2006)
- Nikita Mazepin, ex pilota automobilistico russo (Mosca, n. 1999)

## Poeti(1)
- Nikita Larionovič Larionov, poeta, scrittore e insegnante russo (Karmaly, n. 1932 - Alikovo, † 2014)

## Politici(2)
- Nikita Sergeevič Chruščëv, politico e militare sovietico (Kalinovka, n. 1894 - Mosca, † 1971)
- Nikita Ivanovič Panin, politico e diplomatico russo (Danzica, n. 1718 - San Pietroburgo, † 1783)

## Principi(1)
- Nikita Aleksandrovič Romanov, principe russo (San Pietroburgo, n. 1900 - Cannes, † 1974)

## Registi(3)
- Nikita Chubov, regista sovietico (Mosca, n. 1936 - Mosca, † 2018)
- Nikita Kurichin, regista sovietico (Mosca, n. 1922 - † 1968)
- Nikita Tjagunov, regista sovietico (n. 1953 - Mosca, † 1992)

## Religiosi(1)
- Nikita Konstantinovič Dobrynin, religioso russo (Mosca, † 1682)

## Scacchisti(2)
- Nikita Afanas'ev, scacchista russo (n. 2000)
- Nikita Vitjugov, scacchista russo (Leningrado, n. 1987)

## Schermidori(1)
- Nikita Glazkov, schermidore russo (Mosca, n. 1992)

## Sciatori freestyle(1)
- Nikita Novickij, sciatore freestyle russo (Ust'-Ilimsk, n. 2000)

## Skeletonisti(1)
- Nikita Tregubov, skeletonista russo (Krasnojarsk, n. 1995)

## Storici(1)
- Nikita Nikitič Romanov, storico russo (Londra, n. 1923 - † 2007)

## Taekwondoka(1)
- Nikita Glasnović, taekwondoka svedese (Malmö, n. 1995)

## Tuffatori(1)
- Nikita Šlejcher, tuffatore russo (Stavropol', n. 1998)

## Senza attività specificata(1)
- Nikita Zotov, russo (n. 1644 - † 1717)